# Фрэнкстон, Боб
Боб Фрэнкстон (англ. Bob Frankston; родился 14 июня 1949 года) — известный программист, работал в компании Software Arts со своим партнёром Дэниэлем Бриклином, участвовал в создании VisiCalc.

## Биография
В 1966 году окончил Стэйвисантскую среднюю школу в Нью Йорке и поступил в Массачусетский технологический институт.
Боб Фрэнкстон получил много наград за свои работы:
- 1994 год. Был членом Ассоциации вычислительной техники, работал над созданием VisiCalc.
- В Массачусетском университете был членом совета по обработки информации.
- 1984 год. Получил премию за заслуги в создании программного обеспечения от Ассоциации вычислительной техники.
- 2001 год. Получил Вашингтонскую премию от Западного Общества инженеров.
- Был членом Музея Истории Компьютеров.

## См. Также
- Software Arts
- Даниэль Бриклин